# قرا یوسف
ابوالنصر قرا یوسف، (روزگار شاهی: ۸۰۹ تا ۸۲۳ هجری) بانی سلسله قراقویونلو در آذربایجان بود. او پسر قرا محمد قراقویونلو بود.
او اولین سلطان قراقویونلو بود که به‌طور مستقل با سپاه تیمور در تبریز، عراق و آناتولی جنگید. قراقویونلوها قبل از ریاست او تحت حمایت جلایریان در بغداد و تبریز به حساب می‌آمدند. قرایوسف به داشتن تمایلات شیعی معروف بود و نفوذ تشیع در زمان حکومت او که همزمان با شاهرخ تیموری بود، در عدم اطاعت مردم تبریز و ساوه از تیموریان و پیروی از قراقویونلوها در قالب سیاسی تجلی یافت.

## آغاز سلطنت
بعد از کشته شدن قرا محمد در شورش پیر حسن بزرگان قراقویونلو برای انتخاب جانشین جمع شدند، آن‌ها ابتدا خواجه میسر برادر قرا یوسف را در نظر داشتند، اما یوسف به دلیل توانایی بیشتر جانشین شد و در شام تاج‌گذاری کرد. وی با قره عثمان بر علیه پیر حسن برای مدت کوتاهی متحد شد و او را شکست داد.
قرا یوسف در آغاز سلطنت با جلایریان علیه آق‌قویونلوها متحد شد با این حال او به زودی اسیر و در سوشهری زندانی شد. بعد از چندی عمه‌اش، تاتار خاتون با پرداخت پول به قره عثمان، برادرزاده اش را آزاد کرد. به زودی حکومت جلایریان و قراقویونلوها توسط حکومت تیمور درشرق تهدید شدند. در سال ۱۳۹۳ تیمور بغداد را فتح کرد و سه سال بعد پسرش میرانشاه را به عنوان جانشین در آذربایجان منصوب کرد. در سال ۱۳۹۳ تیمور، خواجه میسر را زندانی کرد و به سمرقند فرستاد. قرا یوسف با همکاری مساوی همراه با احمد جلایر توانست استقلال قراقویونلو را به دست آورد.

## جنگ با تیموریان
در سال ۱۴۰۰ تیموریان جنگ دیگری آغاز کردند. آن‌ها هم قراقویونلو و هم جلایریان را شکست دادند، قرا یوسف و احمد جلایر گریختند. آن‌ها ابتدا به حکومت مملوکان مصر پناهنده شدند و بعداً به بایزید یکم حاکم عثمانی پناه بردند. در سال ۱۴۰۲ آن‌ها با ارتش همراه شدند و هنگامی که بغداد را فتح کردند به جنگ با یکدیگر پرداختند و قره یوسف، سلطان احمد را از شهر بیرون کرد. در سال ۱۴۰۳ تیموریان در نبرد الگامی کانال قره یوسف را شکست دادند. قره یوسف از بغداد گریخت و برادرش یار علی به دست تیموریان کشته شد.
قرا یوسف به دمشق رفت و در آن‌جا پناهنده شد اما امیر فرج‌الدین که او را همانند احمد جلایر زندانی کرد. آن دو در زندان با هم صلح کردند و تصمیم گرفتند بغداد را احمد جلایر و آذربایجان را قره یوسف اداره کند. احمد هم‌چنین پدرخوانده پیربوداغ فرزند ارشد یوسف شد. بعد از مرگ تیمور در سال ۱۴۰۵ امیر فرج‌الدین هر دوی آن‌ها را آزاد کرد.

## دوره دوم حکومت
قرا یوسف بعد از بازگشت از تبعید مصر به آناتولی رفت و فرماندار تیمور در وان را شکست داد و آلتامش را هم تسخیر کرد. وی بعداً به آذربایجان رفت. وی در نبرد نخجوان در سال ۱۴۰۶ ابوبکر میرزا را شکست داد و تبریز را فتح کرد، ابوبکر و میرانشاه سعی کردند تبریز را پس بگیرند اما قره یوسف در نبرد سردرود در سال ۱۴۰۸ که در آن میرانشاه کشته شد پیروزی قاطع به دست آورد و فتوحات تیموریان در غرب ایران را از میان برد.
وی در پایز سال ۱۴۰۹ وارد تبریز شد سپس نیروهایی را به شروان و شکی فرستاد اما نتیجه‌ای حاصل نشد. نیرویی دیگر به فرمانداری بیستام بیک برلی فتح سلطانیه و قزوین فرستاده شد. در همان سال وی به آناتولی لشکر کشید و صالح شمس‌الدین احمد را برکنار کرد و به حکومت آل ارتق پایان داد. در عوض احمد با دختر قره یوسف ازدواج کرد و فرماندار موصل شد.
یوسف بعد از تحکیم پایه‌های حکومتش تبریز را به عنوان پایتخت انتخاب کرد و متحد سابق خود احمد جلایر را شکست داد. احمد سعی داشت آذربایجان را تصرف کند. در سال ۱۴۱۰ در نزدیکی تبریز شکست خورد و به قتل رسید. بعد از مرگ احمد، قرا یوسف یکی از پسران خود به نام شاه محمد را والی بغداد تعیین کرد.
او با تحکیم پایه‌های حکومت به شروانشاه لشکر کشید اما در نبرد چالگان شکست خورد. او بعداً حکومت سلطانیه را از بستام بیگ گرفت و به جهانشاه واگذار کرد. وی دوبار در سال ۱۴۱۷ و ۱۴۱۸ قره عثمان را شکست داد هم‌چنین به غازی عینتاب یورش برد و آن را فتح کرد.

## مرگ
قرا یوسف در راه نبرد با شاهرخ تیموری در ۱۷ نوامبر سال ۱۴۲۰ از دنیا رفت. جسد او توسط پسرش جهانشاه در شهر اجدادی‌اش ارچیش دفن شد. بعد از مرگ وی شاهرخ با سیاست تفرقه اندازی میان فرزندان قرا یوسف باعث تظعیف آنان شد.